# Crocidura tarfayensis
Crocidura tarfayensis (білозубка сахарська) — дрібний ссавець, вид роду білозубка (Crocidura) родини мідицеві (Soricidae) ряду мідицеподібні (Soriciformes).

## Поширення
Країни проживання: Мавританія, Марокко, Західна Сахара. Зустрічається в прибережних, кам'янистих і піщаних ділянках з рідкісною рослинністю, а на кам'янистих рівнинах, без рослинності. У цих областях рідко йдуть дощі, але завжди волого, особливо в зимовий період.